# إيفانوفو

آيفانوفو (بالروسية: Иваново) هي إحدى مدن روسيا في الكيان الفدرالي الروسي إيفانوفو أوبلاست.
تقع المدينة بين نهري الفولغا وكليازما على ضفاف نهر اوفود وهي المركز الإداري لمقاطعة ايفانوفو وتبعد عن العاصمة موسكو مسافة 318 كيلومترا ومساحتها 105 كيلومترات مربعة ونفوسها أكثر من 412 الف نسمة.
تأسست المدينة بعد مصادقة الإمبراطور الكسندر الثاني على قرار مجلس الوزراء بتوحيد بلدة ايفانوفو التي كانت مركزا لزراعة الكتان وتصنيعه وبلدة فوزنيسينسك الصناعية عام 1871. واطلق على المدينة الجديدة اسم ايفانوفو – فوزنيسينسك، وبقي هذا الاسم حتى عام 1932 حيث الغي الاسم الثاني وأصبح اسمها ايفانوفو فقط.
وكانت بلدة ايفانوفو مركزا للصناعات الخفيفة منذ عهد الامبراطورية الروسية. وجاء ذكر البلدة في وصية ايفان كاليتا جد الأمير دمتري دنسكوي عام 1328. ويعتقد ان مصلى يوحنا المعمدان بني في هذه الفترة، وفي بداية القرن الـ 17 بنيت كنيسة القديس يوحنا المعمدان.
في عام 1561 وهب الإمبراطور ايفان الرهيب البلدة وضواحيها إلى الأمير تشركاسكي شقيق زوجته الثانية وفي عام 1653 بنيت كنيسة شفاعة العذراء.
أصبحت البلدة في القرن الـ 17 مشهورة داخل وخارج الامبراطورية الروسية لجودة الاقمشة الكتانية والقطنية التي كانت تنتجها، وعندما انتبه القيصر بطرس الأكبر إلى ذلك قرر دعوة خبراء من هولندا لبناء معامل لإنتاج الاقمشة. وبدأ أول المعامل بالإنتاج عام 1741 وبعدها انشئت في البلدة والقرى المجاورة معامل أخرى بحيث بلغ عددها 125 معملا عام 1825. منها ضمن حدود المدينة 48 معملا و8 كنائس و256 منزلا حجريا وأكثر من 1650 منزلا خاصا وبلغ عدد سكانها حوالي 11 الف نسمة.
في عام 1787 باشر بالإنتاج أول معمل يدوي لطبع الرسوم على الانسجة القطنية تبعه عام 1832 افتتاح معمل ميكانيكي لتزيين الانسجة القطنية.
وشهدت المدينة أول عرض مسرحي عام 1873، اما أول مكتبة عامة فتأسست في عام 1865 وكانت تحتوي على أكثر من 1500 كتاب. وكانت هذه المكتبة انذاك اغنى مكتبة في المدينة، وفي عام 1900 بلغ عدد كتبها أكثر من 10000 كتاب من ضمنها كتب باللغات الاجنبية. في عام 1894 بنيت أول محطة لسكك الحديد.
بعد قيام ثورة أكتوبر عام 1917 اقيمت السلطة السوفيتية في المدينة التي تعتبر أيضا مدينة «المجلس الأول» وتشكلت محافظة ايفانوفو – فوزينسك الصناعية لتكون مركزا صناعيا في منطقة وسط روسيا. إلا أن نشوب الحرب الاهلية منع تنفيذ الخطة المرسومة، حيث تضررت المدينة كثيرا ودمر عدد كبير من معاملها نتيجة هذه الحرب. وخلال الفترة من عام 1920 ولغاية 1940 تمت صيانة المعامل القديمة وانشئت معامل جديدة وأصبحت المدينة مركزا لمقاطعة ايفانوفو الصناعية عام 1929.
هنا في هذه المدينة تم تشكيل الفوج الجوي «نورمانديا- نيمان» بموجب الاتفاق المبرم بين الحكومة السوفيتية ومنظمة «فرنسا المقاتلة» في نهاية عام 1942 حيث وصل الطيارون الفرنسيون إلى الاتحاد السوفيتي. وخصص مطار «سيفرني» في المدينة ليكون قاعدة للفوج. ومنذ عام 1943 شارك الفرنسيون إلى جانب السوفيت في معارك الحرب العالمية الثانية.
تعتبر مدينة ايفانوفو اليوم من المراكز الصناعية والثقافية والتعليمية في منطقة وسط روسيا فقد تطورت المدينة صناعيا بخلاف مدن ياروسلافل وفلاديمير وكوستروما لذلك يقع ضمن حدود المدينة عدد كبير من المؤسسات الصناعية. وتقليديا تعتبر المدينة عاصمة لصناعة النسيج في روسيا الاتحادية كما تمركزت فيها مصانع الخياطة. ونظرا لتمركز الصناعات الخفيفة في المدينة أطلق عليها اسم «مدينة العرائس» وذلك لان أغلب العاملين في هذا القطاع هم من النساء. ومنذ خمسينات القرن الماضي انشئت فيها مصانع بناء الماكينات مثل مصنع إنتاج الرافعات ومصنع الالات الثقيلة وغيرها من المصانع الكبيرة. كما توجد في المدينة بعض المصانع للمنتجات الكيميائية وتتطور حاليا صناعة المواد الغذائية.
في مجال قطاع التعليم توجد في المدينة مجموعة كبيرة من الجامعات الحكومية منها على سبيل المثال جامعة ايفانوفو الحكومية للهندسة المعمارية وأكاديمية ايفانوفو الحكومية للعلوم الطبية وأكاديمية ايفانوفو الحكومية للنسيج وجامعة ايفانوفو الحكومية وغيرها إضافة إلى فروع لجامعات حكومية أخرى. كما توجد في المدينة معاهد مهنية متوسطة وثانويات مهنية مختلفة.
تعمل في المدينة ثلاثة مسارح وسيرك وحديقة الحيوانات.
كما توجد في المدينة مجموعة كبيرة من المتاحف مثل متحف تاريخ المدينة والمقاطعة ومتحف الصناعات والفنون وغيرها من المتاحف العديدة.
كما تعمل في المدينة مجموعة من النوادي الليلية ودور السينما والكازينوهات ومراكز ترفيهية عديدة.
تقام في المدينة سنويا مهرجانات دولية وإقليمية. من المهرجانات الدولية – مهرجان «زيركالو – المرآة» الدولي للسينما الذي يطلق عليه اسم اندريه تاركوفسكي. وكذلك مهرجان الروك الدولي والمهرجان الدولي للموسيقى. كما يقام سنويا مهرجان للموضة والازياء الروسية وغيرها من المهرجانات. كما يقام في المدينة احتفال سنوي بيوم المدينة واخر يسمى بعيد «السماء المفتوحة» تستعرض فيه المعدات والاليات الحربية وعروض تقدمها قوات الانزال الجوي كما تشارك فيه فرق موسيقية مختلفة.
الاثار التاريخية والمعالم المعمارية في المدينة
يوجد في المدينة حوالي 400 معلم واثر تاريخي يقع تحت حماية الحكومة المحلية والفيدرالية منها 166 مبنا تاريخيا و189 معلما معماريا و14 نصبا تذكاريا، التي تعكس مراحل تطور المدينة من بلدة صغيرة إلى مركز مقاطعة.
من هذه المعالم:
- كوخ شودروف – يعود تاريخ هذا الكوخ الحجري إلى القرن الـ 17 حيث كان في بداية الامر مقرا لحاكم البلدة وادارته. والكوخ يتكون من غرفتين – كبيرة كانت تحفظ فيها السجلات والوثائق الرسمية وغرفة صغيرة كانت مكتبا للحاكم. والكوخ مبنى فريد من نوعه لايوجد له مثيل في المناطق المجاورة. في بداية القرن الـ 19 اشتراه التاجر يوسف شودروف وحوله إلى ورشة إنتاجية مضيفا اليه دورين اخرين وأصبح يسمى باسمه.
- قصر دميتري بوريلين – بني هذا المنزل عام 1904 لصاحب معمل النسيج ومؤسس متحف «الصناعات والفنون». يحمل هذا المتحف اسم مؤسسه دميتري بوريلين الذي وهب حياته لجمع الاشياء القديمة والنادرة من اجل إنشاء المتحف، حيث شيد مبنى المتحف على طراز بالاتزو الإيطالي. افتتح المتحف رسميا في 26 ديسمبر/ كانون الأول عام 1914. وتتضمن قاعات المتحف معروضات تاريخية وثقافية لمختلف دول العالم ومن ضمنها مثلا مجموعة الاناجيل والمجموعة الماسونية. ويتعرف المشاهد من خلال زيارته لهذا المتحف على تاريخ صناعة النسيج في المنطقة بشكل خاص وعلى تاريخ المنطقة عموما. وتعمل في المتحف حاليا معارض دائمة مثل معرض «الفن والزمن» ومعرض «ارسينال – الترسانة» ومعرض «الطبيعة في اقليم ايفانوفو» وقاعة الفنون الأوروبية. ويفتخر المتحف بالساعة الفلكية الوحيدة في العالم التي يطلق عليها «الاعجوبة الثامنة» تبين هذه الساعة في وقت واحد الزمن في 37 مدينة بالعالم، إضافة إلى تقاويم مختلفة وحركة الكواكب في المنظومة الشمسية. وتعرض في معرض ارسينال مختلف أنواع الأسلحة الباردة من الخناجر والسيوف إلى البنادق الاتوماتيكية والمدافع. اما القسم المخصص للانسجة فيتحدث عن مراحل تطور هذه الصناعة منذ القدم وحتى ايامنا الحالية كما تعرض نماذج من الانسجة المختلفة. ويضم المتحف المكتبة التي تحتوي على كتب ومجلدات نادرة وفريدة ذات قيمة ليس فقط للمدينة، بل لعموم روسيا. افتتحت هذه المكتبة في نفس يوم افتتاح المتحف. المكتبة مخصصة للاستخدام العام.
- قصر غراتشيوف (القرن 18) – أحد أقدم المباني الحجرية في البلدة مبني على الطراز الكلاسيكي. كان يعود إلى غراتشيوف أحد الاقطاعيين الاغنياء وصاحب معمل النسيج ومالك لاراض شاسعة وكانت له علاقات حميمة مع الكونت شيريميتيف حاكم البلدة. في عام 1837 انتقلت ملكية المنزل إلى غاريلين صاحب أكبر معامل النسيج الذي ما زال يعمل حتى اليوم.
- قصور الكونت شيريميتيف – أحد المعالم المعمارية المدنية مبني على الطراز الكلاسيكي. كان القصر الكبير مخصصا لسكن المدير وعائلته اما الاجنحة فكانت مخصصة للدائرة. وكان القصر محاطا بحديقة غناء (حاليا حديقة الأول من مايو/ ايار).
- قصر كوفايف (القرن 19) – يتكون من ثلاثة مباني سكنية واجنحة تضاف إليها مباني المعمل الذي تأسس عام 1793.
وهناك العديد من القصور القديمة التي تعتبر من الاثار التاريخية والمعمارية في المدينة.
كما توجد في المدينة مجموعة من الكنائس والكاتدرائيات والاديرة القديمة مثل:
- كنيسة قازان – مبنية من الخشب في نهاية القرن الـ 17. وخلال وجودها نقلت من مكانها عدة مرات. اغلقت الكنيسة عام 1935 وحولت إلى متحف. في عام 1991 اعيدت إلى الكنيسة الأرثوذكسية الروسية وبدأت تستقبل المصلين منذ ذلك الحين.
- كاتدرائية التجلي – بنيت عام 1893 على الطراز الروسي. اغلقت عام 1940 واعيد فتحها عام 1944 وما زالت تستقبل المصلين حتى يومنا.
- كنيسة صعود العذراء – بنيت عام 1796 على الطراز الكلاسيكي المبكر. اغلقت عام 1938 واعيدت إلى الكنيسة الأرثوذكسية الروسية عام 1993.
- قصر ومتحف عائلة تسفيتايف – بني هذا القصر عام 1853 وكان تسكنه عائلة تسفيتايف ومنهم جد الشاعرة ماريا تسفيتايفا. في عام 1928 أصبح القصر متحفا يتضمن الاثاث والادوات التي كانت تستخدمها العائلة إضافة إلى حاجاتهم الشخصية والكتب والصور.
وهناك متاحف عديدة أخرى تستحق الزيارة للاطلاع على مواضيع مختلفة مثل معرض البوسترات السياسية السوفيتية ومتحف النقود القديمة وغيرها.
توجد في المدينة مجموعة من المتنزهات والحدائق العامة مثل متنزه الثقافة الذي افتتح عام 1934. تبلغ مساحة المتنزه 70 هكتارا ويقع على ضفاف نهر اوفود ويحتوي على مدينة الألعاب ومقاهي ومطاعم وغيرها من وسائل الراحة. وهناك أيضا متنزه «خارينكا» الذي يقسمه نهر خارينكا إلى قسمين ويحتوي على مدينة للالعاب وكازينوهات ومطاعم ومحطات لتأجير الزوارق والدراجات المائية كما يمكن التجوال في المتنزه على عربات مكشوفة تجرها الحصن. تقام في هذا المتنزه في أيام العطل الرسمية والمناسبات مسابقات وحفلات غنائية وموسيقية.

## معرض صور

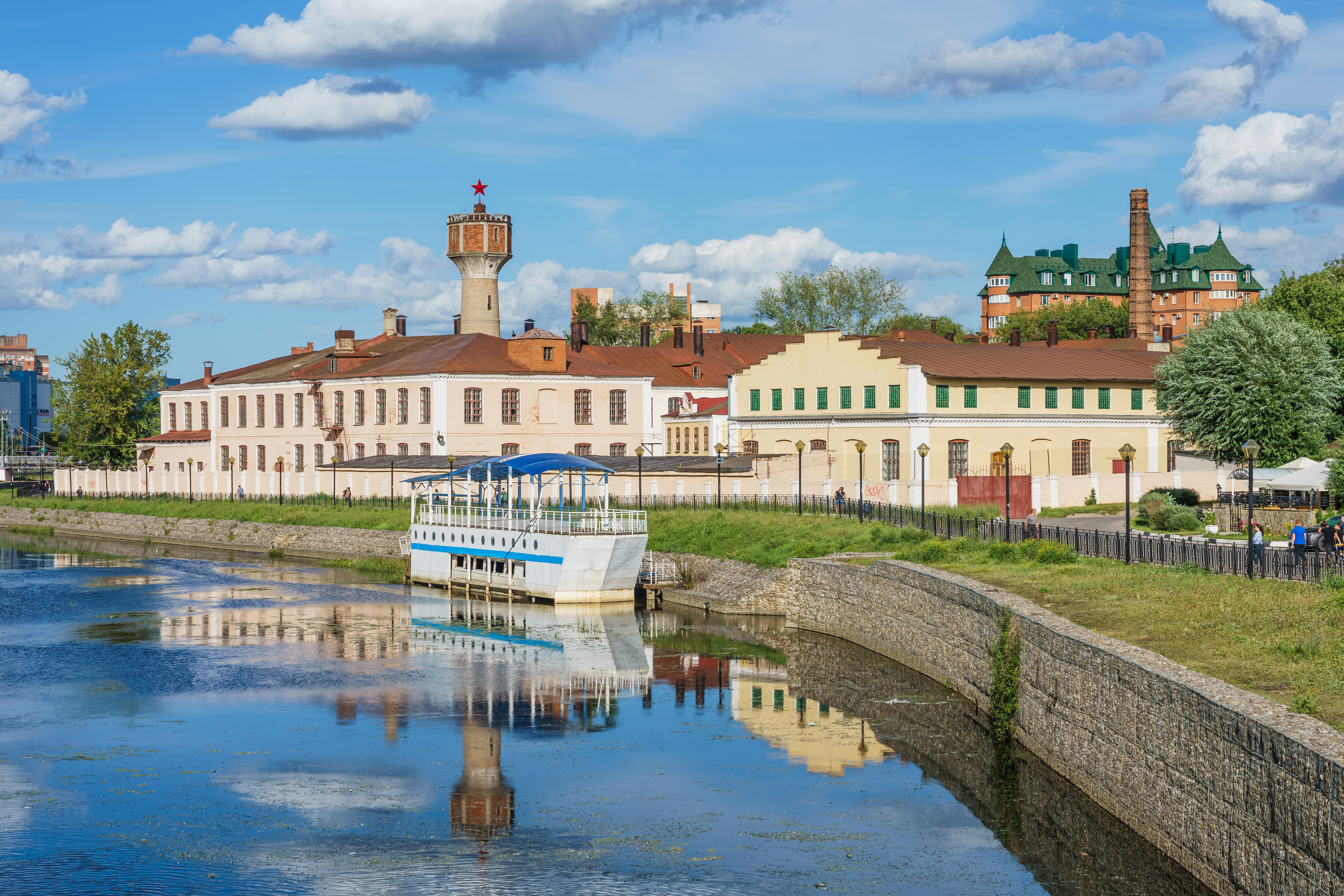
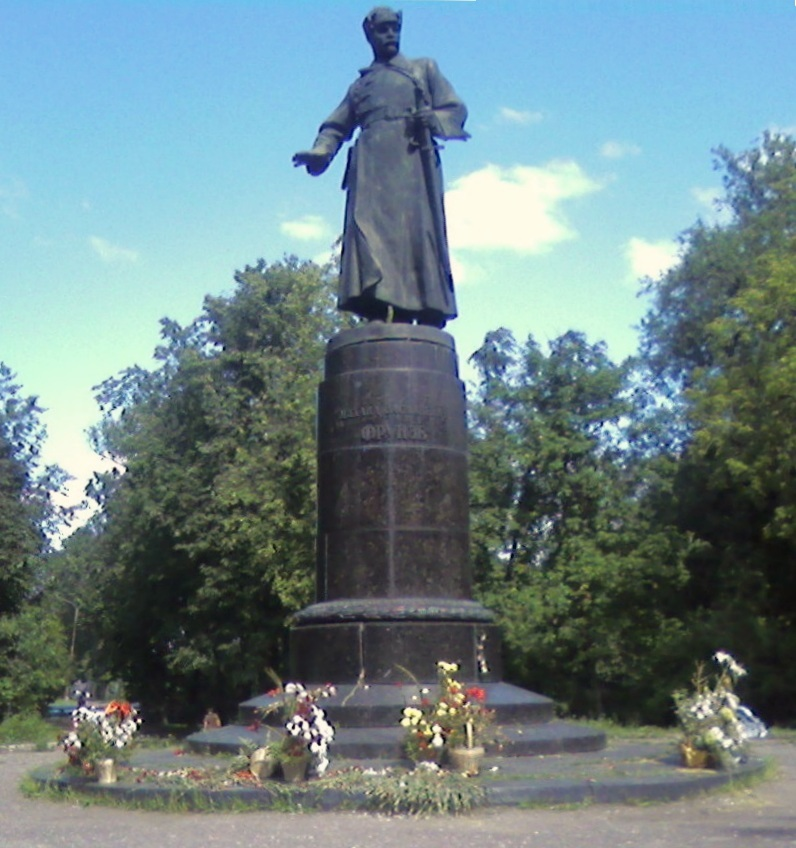
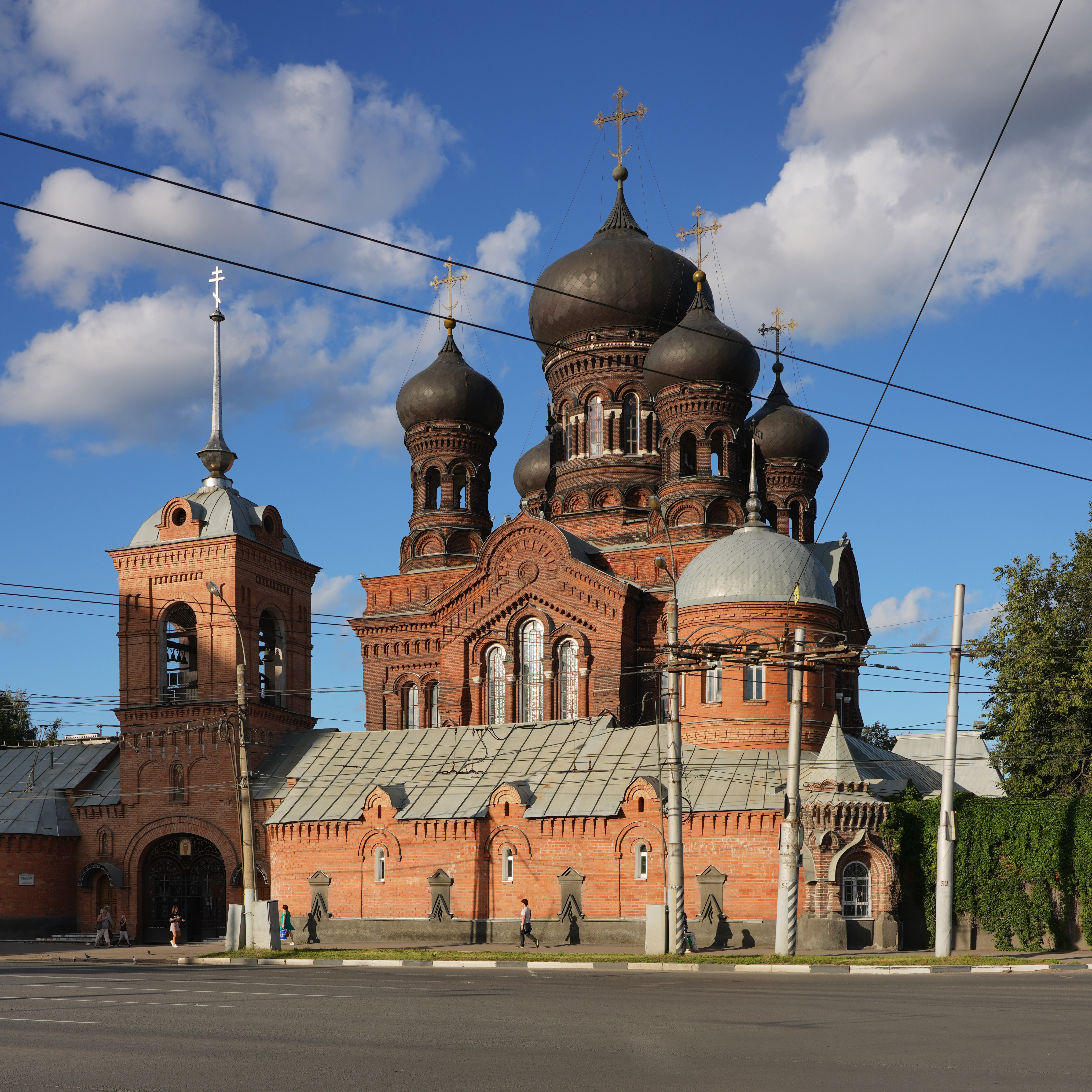